# Jürgen Weber (Polizist)
Jürgen Weber (* 5. Mai 1953 in Sontra; † 27. Oktober 2015) war ein deutscher Polizeibeamter, der als Opfer eines Brandanschlags bei einer Demonstration am 10. Mai 1976 in Frankfurt am Main bekannt wurde.
Die unangemeldete Demonstration fand am Tag nach dem Tod von Ulrike Meinhof statt. Weber sicherte mit Kollegen das Ende des Demonstrationszuges und erlitt durch eine aus der Demonstration heraus gezielt auf sein Fahrzeug geworfene Salve von Molotowcocktails lebensgefährliche Hautverbrennungen. Als Tatverdächtige wurden 14 Personen, darunter  Joschka Fischer, zwei Tage lang in Untersuchungshaft genommen. Die Täter wurden nicht ermittelt. Weber kehrte nach langem Krankenhausaufenthalt 1977 als Schwerbehinderter in den Polizeidienst zurück und wurde Ende Mai 2013 pensioniert.
Der Vorgang wurde – ausgelöst durch eine am 8. Januar 2001 von Bettina Röhl, der Tochter von Ulrike Meinhof, gestellte Strafanzeige – im Frühjahr 2001 erneut polizeilich untersucht. Unter den Tätern wurden wiederum Angehörige der sogenannten Putzgruppe vermutet, zu der 1976 neben Fischer auch das spätere Mitglied der terroristischen Revolutionären Zellen Hans-Joachim Klein gehört hatten. Fischer soll nach Zeugenaussagen Beteiligter am Vorabend der Demonstration das Werfen von Molotowcocktails gutgeheißen haben.
Weber forderte zusammen mit Bundestagsmitgliedern der CDU-CSU-Fraktion in diesem Zusammenhang den Rücktritt Fischers als Außenminister. Dieser bestritt im Deutschen Bundestag, Molotowcocktails geworfen oder zu ihrem Einsatz aufgerufen zu haben. Gegenüber dem Spiegel sagte Fischer, der Brandsatz als Waffe habe „nicht meiner Haltung und Überzeugung entsprochen“. Weber hielt Fischer jedoch aufgrund dessen zentraler Stelle in der gewalttätigen Szene für „moralisch“ verantwortlich für den Angriff. Anfang Februar 2001 erklärte Justizminister Christean Wagner im Hessischen Landtag, die Frankfurter Staatsanwaltschaft habe eine namentlich bekannte Person als mutmaßlichen Täter identifiziert. Zur Eröffnung eines Strafverfahrens und der Klärung des Falls kam es in der Folge jedoch nicht. 2013 erklärte Weber gegenüber dem Magazin Stern angesichts zahlreicher nicht ausgeräumter Zweifel: „Joschka Fischer ist für mich der geistige Vater jener Tat. Der Rädelsführer. Er hat mein Leben zerstört.“